# ماكس غريفين
ماكس غريفين (بالإنجليزية: Max Griffin) (مواليد 29 نوفمبر 1985) هو مُقاتل فنون قتالية مختلطة أمريكي.

## خلفية
وُلِد جريفين في سانتا باربرا، كاليفورنيا، الولايات المتحدة. حصل على الحزام الأسود في بوك فو (مزيج من كينبو وتايكوندو وكونغ فو).

## وصلات خارجية
- ماكس غريفين على موقع يو إف سي (الإنجليزية)
- ماكس غريفين على موقع شيردوغ (الإنجليزية)
- ماكس غريفين على موقع Tapology.com (الإنجليزية)
- ماكس غريفين على موقع فايت ماتريكس (الإنجليزية)